# Цзямуси
Цзямуси (кит. спр. 佳木斯市, піньїнь: Jiāmùsī Shì) — місто-округ в східнокитайській провінції Хейлунцзян.

## Географія
Цзямуси розташовується у східній частині провінції на річці Сунгарі.

### Клімат
Місто знаходиться у зоні, котра характеризується вологим континентальним кліматом з теплим літом. Найтепліший місяць — липень із середньою температурою 21.7 °C (71 °F). Найхолодніший місяць — січень, із середньою температурою -20.6 °С (-5 °F).
| Клімат Цзямуси          | Клімат Цзямуси | Клімат Цзямуси | Клімат Цзямуси | Клімат Цзямуси | Клімат Цзямуси | Клімат Цзямуси | Клімат Цзямуси | Клімат Цзямуси | Клімат Цзямуси | Клімат Цзямуси | Клімат Цзямуси | Клімат Цзямуси | Клімат Цзямуси |
| Показник                | Січ.           | Лют.           | Бер.           | Квіт.          | Трав.          | Черв.          | Лип.           | Серп.          | Вер.           | Жовт.          | Лист.          | Груд.          | Рік            |
| Абсолютний максимум, °C | −2             | 8              | 16             | 26             | 32             | 32             | 35             | 31             | 28             | 23             | 12             | 7              | 35             |
| Середній максимум, °C   | −14            | −7             | 1              | 10             | 18             | 24             | 27             | 25             | 20             | 11             | 0              | −11            | 8              |
| Середня температура, °C | −20            | −14            | −5             | 5              | 12             | 18             | 21             | 20             | 14             | 5              | −5             | −16            | 4              |
| Середній мінімум, °C    | −26            | −21            | −12            | 0              | 6              | 12             | 16             | 16             | 9              | 0              | −11            | −22            | −2             |
| Абсолютний мінімум, °C  | −38            | −32            | −30            | −12            | −5             | 5              | 10             | 8              | −2             | −12            | −27            | −32            | −38            |
| Норма опадів, мм        | 0              | 0              | 0              | 30             | 40             | 90             | 180            | 90             | 90             | 30             | 10             | 0              | 620            |
| Днів з дощем            | 2              | 2              | 2              | 5              | 7              | 8              | 12             | 8              | 11             | 4              | 2              | 2              | 70             |
| Вологість повітря, %    | 68             | 65             | 59             | 57             | 59             | 69             | 78             | 82             | 76             | 64             | 62             | 69             | 67             |
| ----------------------- | -------------- | -------------- | -------------- | -------------- | -------------- | -------------- | -------------- | -------------- | -------------- | -------------- | -------------- | -------------- | -------------- |
| Джерело: Weatherbase    |                |                |                |                |                |                |                |                |                |                |                |                |                |

## Адміністративний поділ
Міський округ поділяється на 4 райони, 3 міста та 3 повіти:
| Карта                                                                                     | Карта     | Карта    | Карта            |
| ----------------------------------------------------------------------------------------- | --------- | -------- | ---------------- |
| Тан'юань Цзяо Хуанань ① ② ③ Хуачуань Фуцзінь Тунцзян Фуюань ① Сян'ян ② Цяньцзінь ③ Дунфен |           |          |                  |
| Статус                                                                                    | Назва     | Оригінал | Населення (2020) |
| Міський район                                                                             | Дунфен    | 东风区   | 121 305          |
| Міський район                                                                             | Сян'ян    | 向阳区   | 295 017          |
| Міський район                                                                             | Цзяо      | 郊区     | 265 340          |
| Міський район                                                                             | Цяньцзінь | 前进区   | 180 893          |
| Місто                                                                                     | Тунцзян   | 同江市   | 176 112          |
| Місто                                                                                     | Фуцзінь   | 富锦市   | 414 090          |
| Місто                                                                                     | Фуюань    | 抚远市   | 97 329           |
| Повіт                                                                                     | Тан'юань  | 汤原县   | 173 688          |
| Повіт                                                                                     | Хуанань   | 桦南县   | 286 855          |
| Повіт                                                                                     | Хуачуань  | 桦川县   | 145 876          |